# Oblast de Donetsk
Donetsk, ou Donetisque,[carece de fontes?] (em ucraniano: Донецька област, Donets'ka Oblast; em russo: Доне́цкая о́бласть, Donetskaya oblast) é uma região (óblast) da Ucrânia.
Trata-se da oblast mais populosa com cerca de 4,5 milhões de habitantes. Seu centro administrativo é Donetsk; no entanto, a sua Administração Estatal Regional foi transferido primeiro para Mariupol e depois para Kramatorsk, uma medida temporária, devido à crise em curso, em Donetsk. Historicamente, a região é uma parte importante da região da Bacia do Donets (Donbas). Até novembro de 1961, tinha o nome Stalino Oblast, bem como sua capital Donetsk foi nomeada Stalino em honra de Josef Stalin. 
O oblast é conhecida por sua expansão urbana e é frequentemente associada com a indústria de mineração. 
Em 7 de abril de 2014, após a crise da Crimeia de 2014, os separatistas ocuparam o prédio administrativo do Oblast e declararam independência da Ucrânia, fundando a República Popular de Donetsk, além de terem realizado um referendo sobre a separação da Ucrânia em 11 de maio de 2014.

## Geografia
O Oblast de Donetsk está localizado no sudeste da Ucrânia. A área da região é de (26,517 km²), compreende cerca de 4,4% da área total do país. Tem fronteiras com os oblasts de Dnipropetrovsk e Zaporizhia a sudoeste, Oblast de Carcóvia ao norte, Oblast de Lugansk a nordeste, e Rostov Oblast, na Rússia, a leste, além do Mar de Azov ao sul. 

## Cidades da região de Donetsk
- Torez
- Sloviansk
- Kramatorsk
- Donetsk
- Mariupol
- Horlivka
- Bakhmut
- Lyman

## Demografia
Em 2012, a população do Oblast de Donetsk foi de 4,4 milhões, o que representava 10% do total da população ucraniana, tornando-se a região mais populosa e mais densamente povoada do país. A sua grande população é devido à presença de várias cidades industriais grandes e numerosos aldeias aglomeradas em torno deles. 
Durante a eleição presidencial de 2004, os partidários políticos de Viktor Yanukovych ameaçou exigir autonomia para Donetsk e oblasts vizinhos se a eleição de seu candidato não foi reconhecido.
No censo nacional ucraniano de 2001, os principais grupos étnicos dentro de Donetsk foram: ucranianos - 2.744.100 (56,9%), russos - 1.844.400 (38,2%), os gregos - 77.500 (1,6%), bielorrussos - 44.500 (0,9%), demais grupos eram 2.3%. 
No censo de 2001 74,9% dos habitantes do oblast falavam russo como língua principal e em seguida vinha o ucraniano com 24,1% do total.